# Aedes chungi
Aedes chungi är en tvåvingeart som beskrevs av Lien 1968. Aedes chungi ingår i släktet Aedes och familjen stickmyggor.
Artens utbredningsområde är Taiwan. Inga underarter finns listade i Catalogue of Life.